# Toni Brogno
Antonio (Toni) Brogno (Charleroi, 19 juli 1973) is een Belgische ex-voetballer van Italiaanse afkomst. De aanvaller begon zijn carrière op het hoogste niveau bij Sporting Charleroi in 1994. Na een korte tussenstop bij een andere bekende club uit dezelfde stad, Olympic Charleroi, mocht Brogno in 1996 opnieuw zijn talent tonen bij de Zebras.
Een jaar later verkaste hij, mede onder impuls van Jan Bergers, naar KVC Westerlo waar hij meteen opviel door zijn neus voor doelpunten. Hij verbleef drie seizoenen bij de kempense club en in het seizoen 1999-2000 wist hij zich samen met Ole Martin Årst tot topschutter van de Belgische eerste klasse te kronen. Deze prestatie leverde hem een transfer naar het Franse CS Sedan op. In deze periode wist Toni Brogno het ook zeven maal tot Rode Duivel te schoppen onder bondscoach Robert Waseige.
Zijn buitenlandse avontuur duurde twee seizoenen lang. Hierna keerde Brogno terug naar zijn oude liefdes, eerst twee seizoenen naar Westerlo en vervolgens nog twee seizoenen naar Sporting Charleroi.
In 2006 besloot Brogno afscheid te nemen van de Belgische hoogste afdeling en ging hij aan de slag bij tweedeklasser OH Leuven. Ook hier toonde Brogno dat hij het scoren nog niet verleerd was. Hij maakte 24 doelpunten in twee seizoenen bij de Leuvense club. In 2008 vertrok Brogno naar een andere tweedeklasser en tevens een ex-club van hem, namelijk Olympic Charleroi. Hij kon echter niet verhinderen dat Olympic Charleroi datzelfde seizoen zou degraderen naar de derde afdeling. Op 36-jarige leeftijd besloot hij een punt te zetten achter zijn professionele carrière als voetballer.

## Statistieken
| Seizoen | Club                | Land               | Competitie         | Duels | Doelp. |
| ------- | ------------------- | ------------------ | ------------------ | ----- | ------ |
| 1994/95 | Sporting Charleroi  | Vlag van België    | Jupiler Pro League | 5     | 1      |
| 1995/96 | Olympic Charleroi   | Vlag van België    | Derde klasse       | 32    | 8      |
| 1996/97 | Olympic Charleroi   | Vlag van België    | Tweede klasse      | 24    | 6      |
| 1997/98 | KVC Westerlo        | Vlag van België    | Jupiler Pro League | 25    | 8      |
| 1998/99 | KVC Westerlo        | Vlag van België    | Jupiler Pro League | 27    | 11     |
| 1999/00 | KVC Westerlo        | Vlag van België    | Jupiler Pro League | 29    | 30     |
| 2000/01 | CS Sedan            | Vlag van Frankrijk | Ligue 1            | 23    | 6      |
| 2001/02 | CS Sedan            | Vlag van Frankrijk | Ligue 1            | 6     | 2      |
| 2002/03 | KVC Westerlo        | Vlag van België    | Jupiler Pro League | 31    | 10     |
| 2003/04 | KVC Westerlo        | Vlag van België    | Jupiler Pro League | 29    | 7      |
| 2004/05 | Sporting Charleroi  | Vlag van België    | Jupiler Pro League | 31    | 8      |
| 2005/06 | Sporting Charleroi  | Vlag van België    | Jupiler Pro League | 23    | 1      |
| 2006/07 | Oud-Heverlee Leuven | Vlag van België    | Tweede klasse      | 25    | 13     |
| 2007/08 | Oud-Heverlee Leuven | Vlag van België    | Tweede klasse      | 29    | 11     |
| 2008/09 | Olympic Charleroi   | Vlag van België    | Tweede klasse      | 28    | 5      |